# Gullfisk

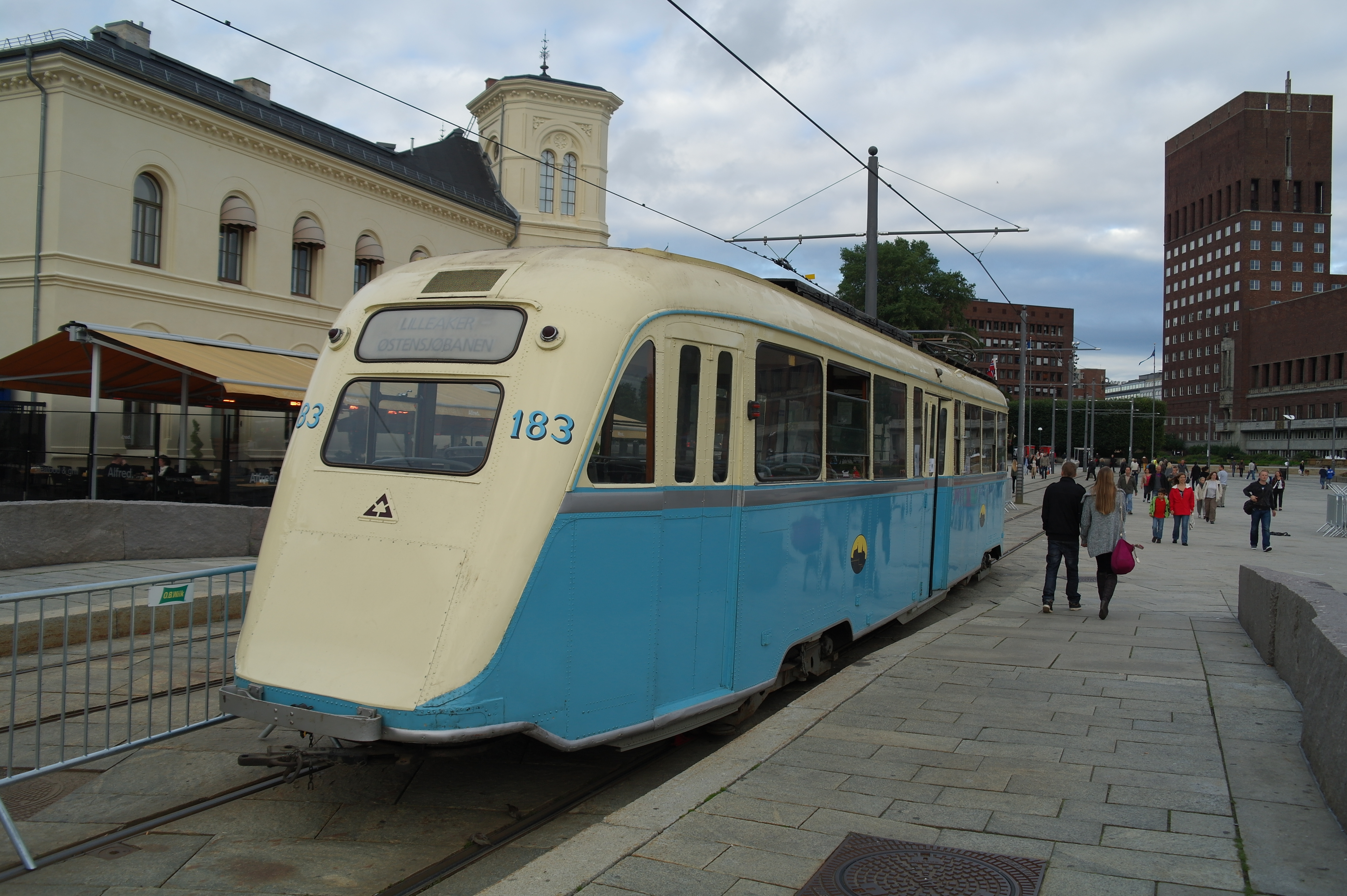
Bakdelen av en Gullfisk

Gullfisk var smeknamnet för spårvagnarna i serierna Typ B och Typ E i Oslo. Namnet kommer från den speciella strömlinjeformen med ett slags svans. Spårvagnarna byggdes i 46 exemplar av Strømmens Værksted i Skedsmo och på Skabo Jernbanevognfabrik i Oslo mellan 1937 och 1939. Typ B användes i stadstrafiken och på förortsbanorna till Kjelsås, Kolsås, Østensjø och på Ekebergsbanen, medan Typ E var renodlade stadsspårvagnar. Dessa spårvagnsmodeller var de första spårvagnarna i Oslo som hade karosser av aluminium  och var de första spårvagnarna i gatutrafik i Norge med boggier. Fram till 1964 var de också snabbare än andra spårvagnar och förortståg i Norge.
Gullfisken togs ur trafik 1985. 

## Bildgalleri

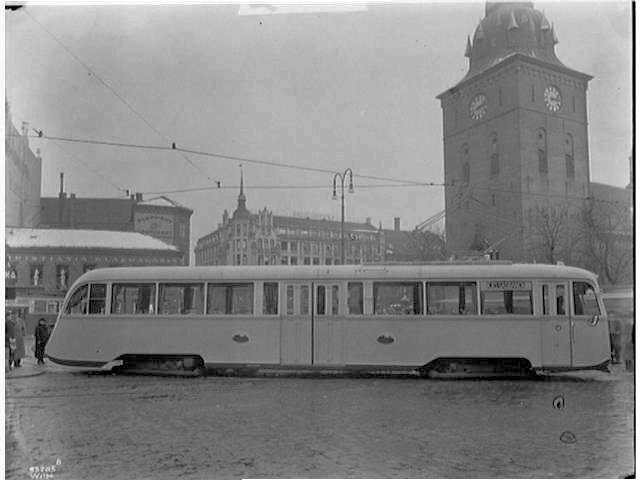
Gullfisk på Stortorvet,1937
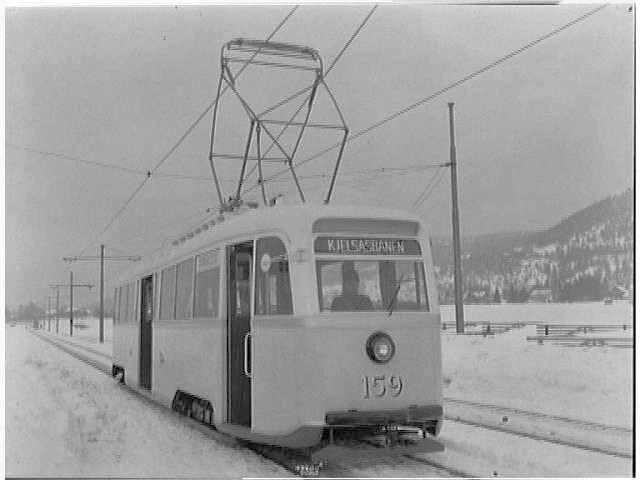
Gullfisk på Kjelsåsbanen, 1937
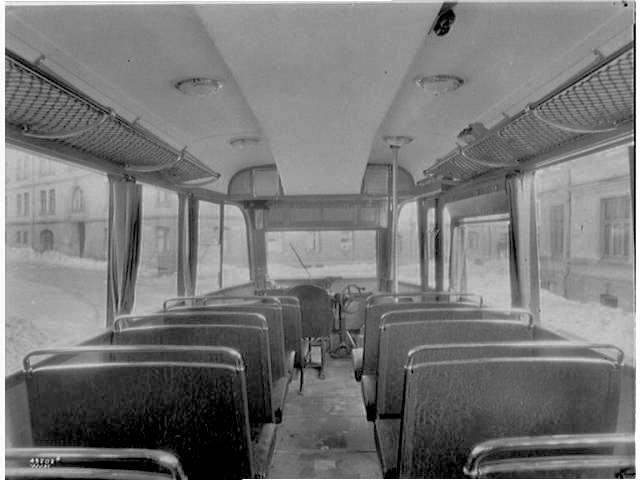
Interiör av en Gullfisk, 1937

## Bevarade vagnar
- Prototyp 163 (Sporveismuseet)
- E1 166 (Sporveismuseet)
- E1 170 (Sporveismuseet)
- E1 183 (Bevarad som veteranspårvagn hos Oslo Sporveier)
- B1 185 (Bevarad som arbetsvagn 298 på Mannaminne i Nordingrå)[1]
- B1 196 (Sporveismuseet)
- B1 198 (Bevarad av spårvägsbolaget i Kōchi i Japan - ombyggd till 1 067 mm spårvidd)

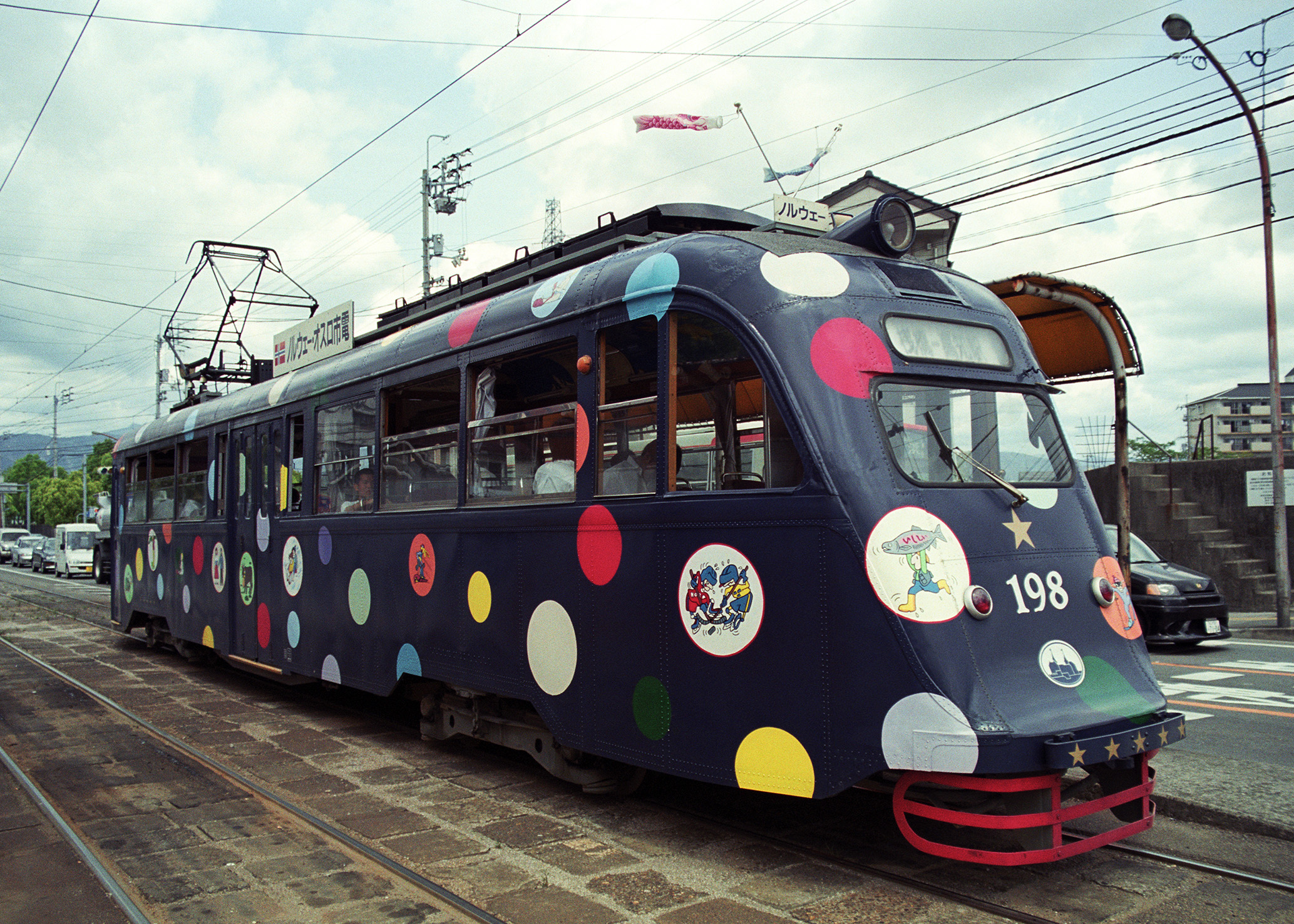
Vagn 198 i Kōchi

- B1 199 (Sporveismuseet)